# Ku! Kin-dza-dza
Pour plus de détails, voir Fiche technique et Distribution.
Ku! Kin-dza-dza (en russe Ку! Кин-дза-дза) est un film d'animation russe animé sorti en 2013. C'est l'adaptation du film de Gueorgui Danielia Kin-dza-dza!, un film de science-fiction sorti 1986.
Cette adaptation est destinée à un plus large public (public jeunesse et international), d'où un univers moins sombre et dystopique que l'original. Mais la trame du film conserve les critiques envers les codes sociaux de la société contemporaine de la version originale.

## Adaptation
Le remake suit l'intrigue originale avec des modifications mineures : l'intrigue se déroule dans les années 2010 (alors que l'histoire originale se déroule dans les années 1980), certaines scènes ont été modifiées et il y a deux nouveaux protagonistes.

## Distribution
- Nikolaï Goubenko : oncle Vova
- Ivan Tsekhmistrenko : Tolik Tsarapkin
- Andrei Leonov : Wef (fils d'Evgueni Leonov, qui a joué ce rôle dans le film original)
- Alexei Kolgan : Bi
- Aleksandr Adabachyan : Abradox
- Gueorgui Danielia : Camomille et Diogène
- Igor Kvacha : Yk
- Vakhtang Kikabidze : Tratz, chef des contrebandiers

## Réception critique
Le film a rencontré des critiques généralement favorables dans les médias russes. Il détient une note moyenne de 82 sur 100 au Kritikanstvo,.

## Prix
- Asia Pacific Screen Awards
- Nika du meilleur long métrage d'animation